# (7138) 1994 AK15
A (7138) 1994 AK15 a Naprendszer kisbolygóövében található aszteroida. Ueda, S., Kaneda, H. fedezte fel 1994. január 15-én.